# 国立ハンセン病療養所
国立ハンセン病療養所（こくりつハンセンびょうりょうようじょ）は、日本の元ハンセン病患者だった入所者が居住するコミュニティーと医療機関で構成される国立の施設群（厚生労働省の施設等機関）。入所者数は1950年代の約1万2000人をピークに減少しており、2022年（令和4年）5月1日時点で青森県から沖縄県まで13カ所に927人（平均年齢87.6歳）と初めて1000人を下回った。

## 概要・沿革
厚生労働省が運営していた国立病院・国立療養所の大半の施設は、2000年代に国立病院機構や国立高度専門医療研究センター等の独立行政法人に移行したが、国立ハンセン病療養所は移行の対象とはされず、2022年時点も引き続き厚生労働省の施設等機関として運営されている。そのため、国立病院機構等とは異なり、職員の身分は国家公務員である。
ハンセン病患者の強制隔離を違憲とした判決の確定（2001年、下記参照）を受けて日本国政府は入所者が希望する療養所で生活できることを約束しているが、療養所をどうするかの「将来構想」策定は難航しているほか、全国ハンセン病療養所入所者協議会によると高齢化などで3つの自治会が活動を休止している。
- 1907年（明治40年）3月18日、法律第11号「癩（らい）予防ニ関スル件」発布。無癩県運動を展開し、日本全国を5つに区分して「らい」患者の収容施設（連合・都道府県立「らい」療養所）を設立。
  - 第1区 東京都を中心とした関東地方及び中部地方。
  - 第2区 北海道を含む東北地方。
  - 第3区 大阪府を中心とした近畿地方。
  - 第4区 中国・四国地方。
  - 第5区 九州地方全域。
- 1941年（昭和16年）、厚生省の管轄に移管。
- 1953年（昭和28年）8月、「癩予防法」が「らい予防法」に改正される。
- 1993年（平成5年）6月25日、高松宮記念ハンセン病資料館（現：国立ハンセン病資料館）が国立療養所多磨全生園敷地内に開館。
- 1996年（平成7年）4月1日、90年に及ぶ隔離収容政策であった「らい予防法」が廃止され、新たに「らい予防法の廃止に関する法律」が制定。
- 2001年（平成11年）5月11日、らい予防法違憲国家賠償訴訟が熊本地方裁判所で判決。日本国政府の全面敗訴だが、福岡高等裁判所への控訴断念により、確定判決となる。
- 2012年（平成24年）
  - 2月1日、国立療養所菊池恵楓園敷地内に、民間保育所「かえでの森こども園[3]」（NPO法人「ひと・学び支援センター熊本[4]」運営）開所。[5]。
  - 5月1日、全国入所者数：2,134人、平均年齢 82.1歳[6]。
  - 7月1日、国立療養所多磨全生園敷地内に、認可保育所「花さき保育園[7]（社会福祉法人「土の根会」運営）」開所[8][9]。[10]。
- 2014年（平成26年）5月、全国入所者数：1,840人、平均年齢 83.6歳[11]。

## 施設名と所在地
カッコ内の入所者数は2022年5月1日時点。
- 国立療養所松丘保養園（青森県、53人）
- 国立療養所東北新生園（宮城県、42人）
- 国立療養所栗生楽泉園（群馬県、48人）
- 国立療養所多磨全生園（東京都、117人）
- 国立駿河療養所（静岡県、47人）
- 国立療養所長島愛生園（岡山県、115人）
- 国立療養所邑久光明園（岡山県、64人）
- 国立療養所大島青松園（香川県、40人）
- 国立療養所菊池恵楓園（熊本県、149人）
- 国立療養所星塚敬愛園（鹿児島県、82人）
- 国立療養所奄美和光園（鹿児島県、17人）
- 国立療養所沖縄愛楽園（沖縄県、108人）
- 国立療養所宮古南静園（沖縄県、45人）

### 私立ハンセン病療養所
- 神山復生病院 - 現存する日本最古のハンセン病療養所。静岡県御殿場市所在。
- 待労院診療所 - カトリック教会系慈恵病院に併設されたハンセン病療養所であった。熊本市所在。2013年（平成25年）1月10日に閉鎖された。

## 参照
1. 1 2 3  「ハンセン病入所1000人切る 国立療養所 高齢化で減少続く 厚労省調査」『毎日新聞』朝刊2022年5月18日（社会面）2022年5月31日閲覧
2. ↑  厚労省は毎年5月1日時点で調査・集計しており、2021年は1001人（平均年齢87歳）だった。出典：ハンセン病入所者「施設 後世に残して」コロナ、再整備に影響『読売新聞』朝刊2021年5月17日（社会面）。
3. ↑  http://www.hitomanabi.com/kodomoen/
4. ↑  http://www.hitomanabi.com/
5. ↑  http://210.149.59.38/feature/hansen/kiji/20120202001.shtml 菊池恵楓園に保育所オープン　地域開放へ一歩
6. ↑  http://mainichi.jp/select/news/20120623k0000m040040000c.html ハンセン病療養所:歴史的遺産として保存、専門委設置へ
7. ↑  http://murap.jp/citizen/aobakosodate.html
8. ↑  https://www.shikoku-np.co.jp/national/life_topic/20120701000347
9. ↑  http://www.tokyo-np.co.jp/article/national/news/CK2012070202000091.html ハンセン病療養所に初の認可保育園　待ちわびた子どもの声　東村山・多磨全生園
10. ↑  http://www3.nhk.or.jp/news/html/20120701/k10013247221000.html ハンセン病療養所に保育園開園
11. ↑  国立ハンセン病療養所

### 「将来構想」
- 「邑久光明園将来構想」 2011年、ハンセン病療養所の将来構想をすすめる会・岡山
- 「ハンセン病療養所の将来構想」 岡山県瀬戸内市
- 「国立駿河療養所将来構想案」 2010年、国立駿河療養所将来構想検討委員会
- 「国立療養所沖縄愛楽園将来構想」2009年、沖縄県名護市
- 「全国ハンセン病療養所入所者協議会（全療協）：各療養所の将来構想案公表　福祉施設併設も」、2009年4月20日
- ハンセン病療養所世界遺産登録推進委員会